# Asaracus roeweri
Asaracus roeweri là một loài nhện trong họ Salticidae.
Loài này thuộc chi Asaracus. Asaracus roeweri được Lodovico di Caporiacco miêu tả năm 1947.